# Арсёново (Башкортостан)
Арсёново (баш. Арсен) — село в Зианчуринском районе Республики Башкортостан Российской Федерации. Административный центр Сакмарского сельсовета.

## География

### Географическое положение
Расстояние до:
- районного центра (Исянгулово): 81 км,
- ближайшей ж/д станции (Саракташ): 45 км.

## История
10 сентября 2007 года селу Центральной усадьбы Сакмарского совхоза присвоено наименование Арсёново.

## Население
| 1939 | 1959 | 1970 | 1979 | 1989 | 2002 | 2009 |
| ---- | ---- | ---- | ---- | ---- | ---- | ---- |
| 870  | ↘861 | ↗999 | ↘877 | ↘752 | ↘709 | ↘675 |
| 2010 |      |      |      |      |      |      |
| ↘560 |      |      |      |      |      |      |